# Eduard von Jenner

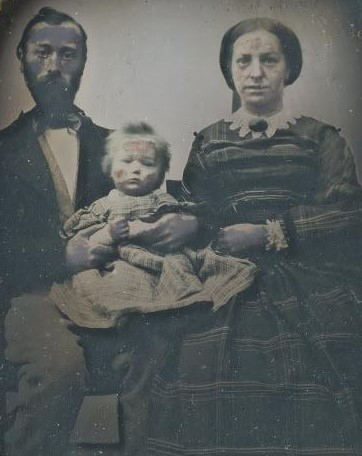
Eduard und Nanette von Jenner, mit Sohn Eduard (um 1858)

Rudolf Gottlieb Eduard von Jenner (* 27. Januar 1830 in Bern; † 29. November 1917 ebenda) war ein Schweizer Bibliothekar und Altertumsforscher.

## Leben
Eduard von Jenner wuchs in schwierigen familiären Verhältnissen auf, von 1838 bis 1845 im bernischen Waisenhaus. Er war ein Urenkel des Johannes Jenner und der Marianne Jenner geb. Jenner. 1845 begann er in Bern eine dreijährige Lehre als Konditor. Zwei weitere Jahre blieb er in seinem Lehrbetrieb, um dann auf Wanderschaft zu gehen, die ihn über Aarau nach München, Leipzig, Dresden, Berlin und Hamburg führte. Nach weiteren Reisen heiratete er 1856 Nanette Emilie Braun (1839–1895) aus Mett, mit welcher er drei Kinder hatte.
Jenner machte sich für wenige Jahre selbstständig, danach arbeitete er in verschiedenen Konditoreien und als Dekorateur. 1864 erhielt er durch Vermittlung eines Freundes an der Stadtbibliothek die Stelle als Abwart und Aushilfe bei der Ausleihe. Auf Anregung Adolf von Morlots wurde innerhalb der Stadtbibliothek eine antiquarische Sammlung gegründet, die später als «Vögelibibliothek» bekannt wurde. Eduard von Jenner betreute die dortigen Sammlungen, ab Oktober 1881 als besoldeter Kustos und wurde mit der Leitung von Ausgrabungen am Bielersee (Pfahlbauten), Wichtrach, Wangen und Kallnach (Grabhügel) beauftragt. Im Museumsneubau am Helvetiaplatz arbeitete er zehn weitere Jahre als technischer Konservator. An der Kirchenfeldstrasse 24 liess er 1893 durch den Architekten Lutstorf ein selbst geplantes Wohnhaus errichten.

## Schriften
- Selbstbiographie von Ed. von Jenner. In: Blätter für bernische Geschichte, Kunst und Altertumskunde, Jg. 14, Heft 4, doi:10.5169/seals-183157
- (Hrsg.): Die Münzen der Schweiz. Mit Angabe jedes einzelnen Jahrganges und deren Varianten. Bern 1879.